# Teatro Árabe-Hebreo
El Teatro Árabe-Hebreo (en árabe: المسرح العربي العبري) (en hebreo: התיאטרון הערבי-עברי ביפו) es un teatro bilingüe ubicado en la antigua casa Saraya, en la ciudad de Jaffa. El teatro sirve de escenario para dos compañías teatrales que trabajan de manera independiente en dos idiomas: la una en hebreo y la otra en árabe. La compañía de teatro hebreo se llama "Teatron Mekomi". La compañía hebrea fue fundada en 1990 por Yigal Ezrati y Gabi Eldor. La compañía de teatro árabe se llama "Al-Saraya", y fue fundada en 1998. El teatro es financiado parcialmente por el Ministerio de Cultura y Deporte de Israel y por el Ayuntamiento de Tel Aviv. El teatro tiene tres directores de arte: Mohammad Bakri, Yigal Ezrati y Gabi Eldor.

## Un escenario, dos compañías
El teatro Árabe-Hebreo de Jaffa fue fundado en 1998. El propósito del teatro es reunir a las dos culturas únicas bajo el mismo techo a través del teatro. El edificio fue cedido a las dos empresas por el ayuntamiento de Tel Aviv. Fue objeto de importantes reformas debido a la avanzada edad del edificio, así como por la necesidad de conservación y remodelación del mismo para convertirlo en un teatro. El director artístico de la compañía árabe es Adib Jahshan. Ambas compañías dirigen obras de teatro en hebreo y árabe de manera independiente. El teatro ofrece la oportunidad a ambos grupos de expresar sus diferencias artísticamente en el mismo escenario. De vez en cuando, los dos grupos se reúnen para discutir ciertos temas, pero cada empresa es independiente. El teatro es financiado por el municipio de Tel Aviv y por el Ministerio de Cultura israelí. El teatro fue fundado gracias a la creencia de que un teatro único capaz de integrar a diferentes etnias y comunidades, es un elemento significativo e importante, a pesar de las dificultades financieras.